# بيري مارتن
خطأ لوا في mw.text.lua على السطر 25: bad argument #1 to 'match' (string expected, got nil).
بيري مارتن (بالإنجليزية: Perry Martin)‏ (15 سبتمبر 1980 في ترينيداد وتوباغو - ) هو لاعب كرة قدم ترينيداد وتوباغو في مركز حراسة المرمى. لعب مع كاليدونيا إي آي إي ونادي ساوث إند وUnited Petrotrin F.C. ‏.